# Wörth am Main
Wörth am Main, Wörth a.Main – miasto w Niemczech, w kraju związkowym Bawaria, w rejencji Dolna Frankonia, w regionie Bayerischer Untermain, w powiecie Miltenberg. Leży pomiędzy Odenwaldem a Spessart, ok. 12 km na północny zachód od Miltenberga, nad Menem, przy drodze B469 i linii kolejowej Aschaffenburg – Aalen.

## Zabytki
- dom prezydencki (wcześniej ratusz) z 1600
- Muzeum Żeglugi w dawnym kościele pw. św. Wolfganga (St. Wolfgang)
- port
- Starówka z domami (1833-85) z kolorowego piaskowca, jedynymi w Bawarii
- ratusz (1885, wcześniej szkoła)
- stacja kolejowa z 1876
- kościół pw. św. Mikołaja z 1898 (St. Nikolaus)
- pomnik "Szubienica" z dwoma 7-metrowymi kolumnami, 1754
- kaplica św. Marcina (St. Martin)
- wieża zamkowa, koniec XIII wieku
- brama Górna
- wieża Tannen
- klasztor Wörth I/II w., termy, młyn
- las miejski (1000 ha z 50 km ścieżek)